# Bryocamptus douwei
Bryocamptus douwei är en kräftdjursart som först beskrevs av Willey 1925.  Bryocamptus douwei ingår i släktet Bryocamptus och familjen Canthocamptidae. Inga underarter finns listade i Catalogue of Life.